# Маркиз де Пеньяфьель
Маркиз де Пеньяфьель — испанский дворянский титул; был создан 1 октября 1568 года королем Испании Филиппом II для Хуана Тельес-Хирона и Гусмана, 2-го герцога де Осуна и 6-го графа де Уренья.
Название титула происходит от названия муниципалитета Пеньяфьель, провинция Вальядолид, автономное сообщество Кастилия и Леон.

## История
Подъём дома Тельес-Хирон начался с Педро Хирона (1423—1466). Он был сыном Альфонсо Тельес-Хирона и Васкеса де Акуньи (ок. 1380—1449), кастильского дворянина, сеньора де Фречоса, и Марии Пачеко, сеньоры виллы Бельмонте.
В молодости Педро Хирон попал ко двору короля Кастилии Хуана II, где поступил на службу к инфанту Энрике, будущему королю Энрике IV в качестве пажа, завоевав дружбу инфанта. В 1445 году Педро Хирон получил во владение виллы Тьедра и Уренья от короля Хуана II.
После вступления на престол короля Кастилии Энрике IV Педро Хирон получил сеньории Осуна, Пеньяфьель, Брионес, Фречилья, Морон-де-ла-Фронтера, Арчидона, Аррабаль, Касалья-де-ла-Сьерра, Хельвес, Ольвера, Вильяфречос, Вильямайор, Гуриэль-де-ла-Сьерра и Сантибаньес.
2 мая 1466 года Педро Хирон учредил майорат для своего сына Альфонсо Тельес-Хирона (1453—1469). Он был старшим сыном Педро Хирона от внебрачной связи с Инес де лас Касас, который был узаконен папской буллой 22 апреля 1456 года и указом короля Энрике IV 30 апреля 1459 года. 25 мая 1464 года король Кастилии Энрике IV пожаловал Альфонсу Тельес-Хирону титул графа де Уренья. Альфонсо женился на Бланке де Эррера, сеньоре де Педрас-де-ла-Сьерра, но умер бездетным, поэтому ему наследовал его младший брат Хуан Тельес-Хирон, 2-й граф де Уренья.
Хуан Тельес-Хирон (1456—1528), 2-й граф де Уренья, был 3-м сеньором де Осуна и Пеньяфьель. Он женился на Леонор де ла Вега и Веласко, дочери Педро Фернандеса де Веласко (1425—1492), 2-го графа де Аро, и Менсии де Мендоса, сестры герцога Инфантадо и маркиза де Сантильяна. Ему наследовал его старший сын.
Педро Хирон и Веласко (? — 1531), 3-й граф де Уренья, 4-й сеньор де Осуна и Пеньяфьель, был женат на Менсии де Гусман, дочери Хуана Алонсо де Гусмана, 3-го герцога де Медина-Сидония. После смерти своего зятя, Энрике де Гусмана, 4-го герцога де Медина-Сидония (1494—1513), Педро Хирон и Веласко стал претендовать на герцогский титул от имени своей жены, не признавая в качестве преемника его сводного брата, Алонсо Переса де Гусмана, утверждая, что он является незаконным сыном 3-го герцога де Медина-Сидония. Но герцогство Медина-Сидония осталось под контролем дома Гусманов, а Педро Хирон отказался от своих претензий. Ему наследовал его младший брат.
Хуан Тельес-Хирон и Гусман (1494—1558), 4-й граф де Уренья, 5-й сеньор де Осуна и Пеньяфьель, был женат на Марии де ла Куэве и Толедо, дочери Франсиско Фернандеса де ла Куэвы, 2-го герцога де Альбуркерке, и Франсиски Альварес де Толедо. Ему наследовал его сын.
Педро Тельес-Хирон и де ла Куэва (1537—1590), 5-й граф де Уренья, 6-й сеньор де Осуна и Пеньяфьель, 5 октября 1562 года получил от короля Испании Филиппа II титул 1-го герцога де Осуна. Первым браком он женился на Леонор Анне де Гусман и Арагон (1540—1573), дочери Хуана Альфонсо Переса де Гусмана, 6-го герцога де Медина-Сидония, от брака с которой у него было одиннадцать детей. Во второй раз он вступил в брак со своей кузиной Изабель де ла Куэва и Кастилья, от которой у него было ещё двое детей. Ему наследовал его сын от первого брака.
Хуан Тельес-Хирон и Гусман (1554—1600), 2-й герцог де Осуна и 6-й граф де Уренья, в 1568 году получил от короля Испании Филиппа II титул 1-го маркиза де Пеньяфьель.
Дом Тельес-Хирон, получавший новые титулы и владения, стал одним из самых важных дворянских родов в королевстве.

## Маркизы де Пеньяфьель
|                                             | Титул | Период                                      |
| Креация создана королем Испании Филиппом II | Креация создана королем Испании Филиппом II | Креация создана королем Испании Филиппом II |
| ------------------------------------------- | --- | ------------------------------------------- |
| I                                           | Хуан Тельес-Хирон и Гусман (1554—1600), сын Педро Хирона, 1-го герцога де Осуна, и Леонор Анны де Гусман и Арагон | 1568-1600                                   |
| II                                          | Педро Мануэль Хирон де Веласко (1574—1624), сын предыдущего и Анны Марии де Веласко | 1600-1624                                   |
| III                                         | Хуан Тельес-Хирон и Энрикес де Рибера (1597—1656), сын предыдущего и Каталины Энрикес де Рибера и Кортес | 1624 и 1629—1656                            |
| IV                                          | Педро Тельес-Хирон и Сандоваль (1624—1629), старший сын предыдущего и Изабель Раймунды де Сандоваль и Падилья | 1624-1629                                   |
| V                                           | Гаспар Тельес-Хирон и Сандоваль (1625—1694), младший брат предыдущего | 1656-1694                                   |
| VI                                          | Франсиско Тельес-Хирон и Бенавидес (1678—1716), старший сын предыдущего и Анны Антонии де Бенавидес Каррильо и Толедо | 1694-1716                                   |
| VII                                         | Хосе Мария Тельес-Хирон и Каррильо де Толедо (1685—1733), младший брат предыдущего | 1716-1733                                   |
| VIII                                        | Педро Соило Тельес-Хирон и Перес де Гусман Эль-Буэно (1728—1787), сын предыдущего и Франсиски Перес де Гусман и Мендоса | 1733-1787                                   |
| IX                                          | Хосе Мария Тельес-Хирон и Пачеко, старший сын предыдущего и Марии Висенты Пачеко Тельес-Хирон | 1754 (умер в детстве)                       |
| X                                           | Педро де Алькантара Тельес-Хирон и Пачеко (1755—1807), младший брат предыдущего | 1787-1807                                   |
| XI                                          | Франсиско де Борха Тельес-Хирон и Альфонсо Пиментель (1785—1820), седьмой сын предыдущего и Марии Хосефы Пиментель | 1807-1820                                   |
| XII                                         | Педро де Алькантара Тельес-Хирон и Бофорт-Спонтин (1810—1844), сын предыдущего и Марии Франсиски де Бофорт-Спонтин и Толедо | 1834-1844                                   |
| XIII                                        | Мариано Тельес-Хирон и Бофорт-Спонтин (1814—1882), младший брат предыдущего | 1844-1882                                   |
| XIV                                         | Мария дель Росарио Тельес-Хирон и Фернандес де Веласко (1840—1896), дочь Тирсо Марии Тельес-Хирон и Фернандес де Сантильян и Бернардины Марии Фернандес де Веласко, 10-й герцогини де Уседа                                                           | 1889-1896                                   |
| XV                                          | Луис Рока де Тогорес и Тельес-Хирон (1865—1936), сын предыдущей и Луиса Рока де Тогореса и Рока де Тогореса (1837—1901) | ? — 1936                                    |
| XVI                                         | Педро Рока де Тогорес и Тордесильяс (1895—1941), старший сын предыдущего и Марии Викторианы Тордесильяс и Фернандес-Касарьего (1868—1949) | 1936 — 1941                                 |
| XVII                                        | Педро де Алькантара Рока де Тогорес и Лафитте (1917—1978), сын предыдущего и Марии Терезы Лафитте и Васкес де Пабло (1896—1973) | 1941 — 1956                                 |
| XVIII                                       | Анхела Мария де Солис-Бомонт и Тельес-Хирон (род. 1950), старшая дочь Анхелы Марии Тельес-Хирон и Дуке Эстрада (1925—2015), 16-й герцогини де Осуна, и её первого мужа, Педро де Солиса-Бомонта и Лассо де ла Веги, маркиза де Валенсиана (1916—1959) | 1956-2016                                   |
| XIX                                         | Анхела Мария де Уллоа и Солис-Бомонт (род. 1973), старшая дочь предыдущей и Альваро де Уллоа и Суэльвеса, 11-го маркиза дле Кастро-Серна (род. 1950)                                                                                                  | 2016 — настоящее время                      |

Герцоги де Осуна носили титул маркизов де Пеньяфьель в течение трех столетий, до смерти бездетного Мариано Тельес-Хирона и Бофорт-Спонтина, 12-го герцога де Осуна (1814—1882). После дальнейшего распределения его многочисленных титулов между его родственниками маркизат Пеньяфьель перешел к семье Рока де Тогорес, где он оставался, пока в 1956 году его унаследовала Анхела Мария де Солис-Бомонт и Тельес-Хирон (род. 1950), герцогиня де Аркос, старшая дочь и наследница 16-й герцогини де Осуна.
В 2015 году после смерти своей матери Анхела Мария де Солис-Бомонт и Тельес-Хирон унаследовала её многочисленные титулы, в том числе титул 17-й герцогини де Осуна. В 2016 году Анхела Мария де Солис-Бомонт уступила титул маркизы де Пеньяфьель своей старшей дочери Анхеле Марии де Уллоа.